# Hadleigh
Hadleigh es una ciudad y un parroquia civil del distrito de Babergh, en el condado de Suffolk (Inglaterra). Su población de acuerdo al censo del 2001 es de 7124 habitantes. Según el censo de 2011, Hadleigh parroquia civil tenía 8253 habitantes. Está listado en el Domesday Book como Hetlega.